# Patrik Antonius
Patrik Antonius (Helsínquia, 13 de dezembro de 1980) é um jogador profissional de pôquer finlandês. Antonius tem um título no European Poker Tour (EPT) em 2005 e atualmente é patrocinado pelo site de pôquer Full Tilt Poker.

## Títulos

### European Poker Tour
| Ano  | Torneio                        | Prêmio (€) |
| ---- | ------------------------------ | ---------- |
| 2005 | € 4,000 EPT - No Limit Hold'em | € 288,180  |

## Curiosidades
Patrik Antonius disputou a partida com maior pot de poker online no site de poker Full Tilt Poker em 22/11/2009. Essa partida rendeu a Patrik US$ 1.356.947 e o titúlo de maior aposta em uma partida online de poker no mundo.